# Aek Mual
Aek Mual is een bestuurslaag in het regentschap Mandailing Natal van de provincie Noord-Sumatra, Indonesië. Aek Mual telt 496 inwoners (volkstelling 2010).